# 凱莉·凱莉
凱莉·凱莉（英語：Kelly Kelly，1987年1月15日—），原名Barbara Jean Blank，是一位美國職業摔角選手、模特，出生於佛羅里達州的傑克遜維爾。曾經在2011年6月獲得WWE麗人冠軍冠軍。

## 經歷
2006年WWE簽下當時仍為模特的Barbara Blank，首次正式出現在WWE的節目上，是在2006年6月13日的ECW節目上，扮演邁克·克諾斯的女友。
2010年4月，移籍至SmackDown LIVE。2011年4月底移至WWE Raw，合約已於2012年9月終止。

## 摔角相關

### 終結技
- K2

與約翰·勞倫奈提斯的「艾斯粉碎技II式」同型技
- 跳躍踢擊
- 臉部坐擊
- 牛頭犬落下

### 出場樂
- Holla - 德西利·科爾曼

## 外部連結
- WWE.com（页面存档备份，存于）
- 凱莉·凱莉在互联网电影资料库（IMDb）上的資料（英文）
- 凱莉·凱莉的Instagram帳戶